# Awtomagistrala Widin–Montana

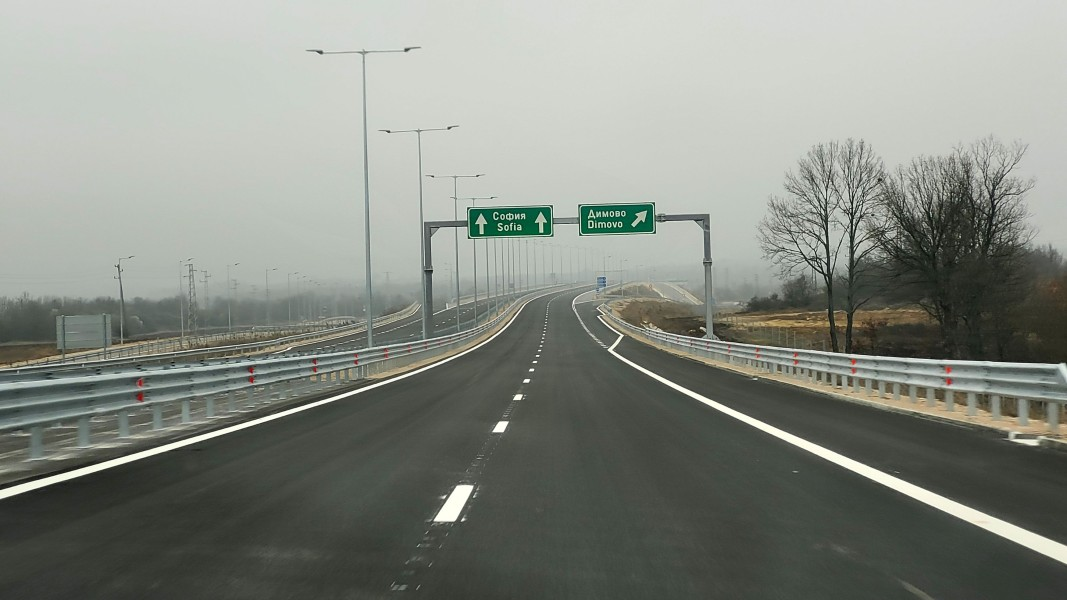
Die Autobahn zwischen Kula und Bela, 2024

Die Awtomagistrala „Widin - Montana“ (bulgarisch Автомагистрала „Видин–Монтана“ Awtomagistrala Widin - Montana) ist eine teilweise fertiggestellte Autobahn in Bulgarien. Sie soll von der Stadt Widin in südöstlicher Richtung bis nach Montana führen. Sie ist ein Teil der Europastraße E79 sowie der 4. Korridor der Paneuropäische Verkehrskorridore und beginnt im Norden an der Donaubrücke 2 an der bulgarisch-rumänischen Grenze. Die Verbindung mit dem Ziel des Ersetzens der Republikstraße I-1 ist in verschiedenen Abschnitte unterteilt, wobei die Strecke zwischen Makresch und Bela für den Verkehr freigegeben worden sind. Die restlichen Abschnitte befinden sich in Bau.

## Geschichte
Durch den Bau der Donaubrücke 2 bei Widin und dem daraufhin zunehmenden internationalen Verkehr war ein Ausbau der Bestandsstrecke (der Republikstraße 1) erforderlich. Noch bevor die neuerlichen Planungen begannen, wurde ab 2013 die vierstreifige Umfahrung von Montana gebaut, welche Ende 2015 eröffnet wurde. Für diesen 12,5 km langen Abschnitt wurden ungefähr 48 Millionen Lewa aufgewendet, wobei ein Teil davon durch den Kohäsionsfonds der Europäischen Union finanziert wurde.
Die danach folgenden Planung sehen eine durchgehende vierstreifige Verbindung vor, welche in den neuen Abschnitten mit den Parametern einer Autobahn gebaut werden soll, wobei geplant ist, die Umfahrungsstrecke von Montana (momentan ohne Standstreifen) zu integrieren. Wrazas bestehende Umfahrung soll erweitert werden. Ab Wraza ist die I-1 schon vierstreifig bis nach Mesdra ausgebaut. Dort beginnt die ebenfalls im Bau befindliche Schnellstraße Mesdra–Botewgrad, welche weiter dann bei Botewgrad zur A2 „Hemus“ führt.
Am 6. März 2024 wurde dann der erste Autobahnabschnitt mit einer Länge von 13,6 km zwischen Kula und Bela für den Verkehr freigegeben, welche die bis dahin kurvenreichste Strecke der nördlichen I-1 ersetzt. Dieser wurde vollständig mit Mitteln der Republik Bulgarien finanziert.

## Geplante und im Bau befindliche Abschnitte
Die Fertigstellung des größeren Teils der Autobahn ist für 2027 geplant. Der Abschnitt Ruschinzi – Montana wird erst später fertiggestellt werden.

### Oblast Widin

#### Umfahrung von Widin
Die Donaubrücke 2 führt direkt auf die Umfahrungsstraße von Widin, welche nur bis zur ersten Anschlussstelle vierstreifig ausgebaut ist. Der verbliebene Abschnitt der Umfahrung wird dementsprechend vierstreifig ausgebaut.

#### Abschnitt Widin – Makresch
Dieser Abschnitt wird mit den Parametern einer Autobahn gebaut und beginnt von einer neuen Anschlussstelle an der Umfahrung von Widin. Hier begannen die Bauarbeiten im Jahr 2019.

#### Abschnitt Bela – Ruschinzi
Der Abschnitt ab Bela befindet sich im Bau und wird zwei Fahrstreifen mit Standstreifen pro Richtung aufweisen. Er soll ebenfalls als Autobahn gebaut werden und wird 11,1 km lang sein. Dabei sind bei Kilometer 50 beidseitig Rastplätze mit Toiletten vorgesehen.

### Oblast Montana
Für die nächsten drei autobahnartigen Abschnitte sind die Planungen abgeschlossen und es stehen (Stand April 2024) die Baufreigaben aus.

#### Abschnitt Ruschinzi – AS Belotinzi
Zwischen Ruschinzi und Belotintinzi wird die I-1 nicht gekreuzt werden und die Strecke soll östlich von dieser verlaufen. Insgesamt sind 15,4 km geplant. Dabei wird bei einem Steigungsabschnitt mit der Länge von 1,58 km der Standstreifen in einen dritten Fahrstreifen für LKWs und langsamere Fahrzeuge umgewandelt. Hinzu kommen zwei Brücken über die Flüsse Lom und Netschinska bara.

#### Abschnitt AS Belotinzi – AS Winischte
Dieser Abschnitt weist eine Länge von 11,9 km auf und soll bei Kilometer 75 beidseitig Rastplätze mit Toiletten aufweisen. Zudem sind drei Brücken über kleine Flüsse vorgesehen.

#### Abschnitt AS Winischte – Beginn der Umfahrung Montanas
Der verbliebene Teil bis zur Umfahrung Montanas misst 13,7 km, wobei ein Um- bzw. Neubau der Anschlussstelle zum östlichen Teil Montanas erforderlich sein wird.

## Nummerierung und Beschilderung
Die Autobahn wurde nicht nach dem bulgarischen Autobahnnummernsystem nummeriert, sondern mit der Nummer nach der Republikstraße I-1 mit grünem Hintergrund, wobei Grün eigentlich die Farbe für Autobahnen ist. Gemäß den Durchführungsbestimmungen zum Straßengesetz werden die Autobahnen in der Reihenfolge ihres Baus nummeriert. In diesem Sinne sollte die Autobahn nach der Inbetriebnahme des Abschnitts Makresch-Bela im Jahr 2024 die Nummer A7 erhalten, aber das Verfahren zur Benennung der Straße als eigenständige Autobahn ist derzeit noch nicht abgeschlossen.